# División de honor de fútbol femenino 1999-2000
La División de honor de fútbol femenino 1999-2000 es la duodécima edición de la liga de fútbol femenino de España. 
El CF Irex Puebla se proclamó campeón por primera vez en su historia.

## Sistema de competición
El campeonato fue organizado por la Real Federación Española de Fútbol.
Como la temporada anterior, el torneo se desarrolló en dos fases. 
En la primera fase tomaron parte 50 equipos, repartidos en cuatro grupos, siguiendo criterios de proximidad geográfica. Siguiendo un sistema de liga, los equipos de cada grupo se enfrentaron todos contra todos en dos ocasiones, sumando un total de 14 jornadas. El orden de los encuentros se decidió por sorteo antes de empezar la competición.
La clasificación final se estableció con arreglo a los puntos obtenidos en cada enfrentamiento, a razón de tres por partido ganado, uno por empatado y ninguno en caso de derrota. 
Finalizada la fase de liga regular, los campeones de cada uno de los cuatro grupos se clasificaron para la liga de campeones, en la que se decidió el ganador del torneo por encuentros de eliminación directa disputados en terreno neutral.

## Resultados y clasificaciones

### Fase regular
| Grupo     | Campeón        |
| --------- | -------------- |
| Grupo I   | SD Lagunak     |
| Grupo II  | AD Torrejón CF |
| Grupo III | Levante UD     |
| Grupo IV  | Irex Puebla    |

### Liga de Campeones
La fase final de disputó en mayo en Burgos.
|  | Semifinales    | Semifinales    |   |  | Final             | Final |  |
|  |                |                |   |  |                   |       |  |
|  |                |                |   |  |                   |       |  |
|  | SD Lagunak     | 3              |   |  |                   |       |  |
|  | CF Irex Puebla | 4              |   |  |                   |       |  |
|  |                |                |   |  |                   |       |  |
|  |                |                |   |  | 5 de mayo de 2000 |       |  |
|  |                |                |   |  | CF Irex Puebla    | 1     |  |
|  |                | AD Torrejón CF | 1 |  |                   |       |  |
|  |                |                |   |  |                   |       |  |
|  |                |                |   |  |                   |       |  |
|  |                |                |   |  |                   |       |  |
|  |                |                |   |  |                   |       |  |
|  | Levante UD     | 1              |   |  |                   |       |  |
|  | AD Torrejón CF | 1              |   |  |                   |       |  |